# Glasunow-Gletscher
Der Glasunow-Gletscher (russisch Ледник Глазуно́ва Lednik Glasunowa) ist ein Gletscher auf der westantarktischen Alexander-I.-Insel. Auf der Monteverdi-Halbinsel fließt er in nördlicher Richtung zum Stravinsky Inlet.
Die Akademie der Wissenschaften der UdSSR benannte ihn 1987 nach dem russischen Komponisten Alexander Glasunow (1865–1936).